# 蘇格蘭法律事務專員公署
蘇格蘭法律事務專員公署是一個英國政府部門，負責為英國政府就蘇格蘭事宜提供法律意見、法案草擬及訴訟支援。
該部門由蘇格蘭法律事務專員領導，並主要由多名高級公務員作支援。自2024年9月5日起，專員一職位由凱瑟琳·史密夫女男爵擔任。

## 職責
蘇格蘭法律事務專員公署負責以下事務：
- 就影響蘇格蘭及其權力下放方案的政策和法例，向英國政府部門提供法律意見
- 在蘇格蘭法院和審裁處代表英國政府
- 支援蘇格蘭法律事務專員作為官方律政專員的身份，包括根據《蘇格蘭法令》行使法定職能